# Al-Wathiq I.
al-Wathiq I. (arabisch الواثق الأول, DMG Abū Isḥāq Ibrāhīm al-Wāṯiq al-awwal; auch أبو إسحاق الواثق بالله إبراهيم / Abū Isḥāq al-Wāṯiq bi-llāh Ibrāhīm) regierte von Februar 1340 bis 16. Juni 1341 als 41. abbasidischer Kalif in Kairo. Er war der Nachfolger von  al-Mustakfi I. Er ist nicht zu verwechseln mit dem 22. abbasidischen Kalifen al-Wathiq, der zwischen 842 und 847 in Bagdad regierte.
Die Abbasiden-Kalifen in Kairo dienten allein der Herrschaftslegitimation der in Ägypten regierenden Mamluken-Sultane und hatten keinerlei politischen Einfluss.